# Los Laureles, Campeche
Los Laureles är en ort i Mexiko.   Den ligger i kommunen Campeche och delstaten Campeche, i den östra delen av landet, 1 000 km öster om huvudstaden Mexico City. Los Laureles ligger 85 meter över havet och antalet invånare är 2 251.
Terrängen runt Los Laureles är huvudsakligen platt. Los Laureles ligger nere i en dal. Runt Los Laureles är det mycket glesbefolkat, med 2 invånare per kvadratkilometer. Los Laureles är det största samhället i trakten. I omgivningarna runt Los Laureles växer i huvudsak lövfällande lövskog.